# آلبرتو کارداچیو
آلبرتو کارداچیو (اسپانیایی: Alberto Cardaccio‎; ۲۶ اوت ۱۹۴۹ – ۲۸ ژانویهٔ ۲۰۱۵) بازیکن فوتبال اهل اروگوئه بود.
از باشگاه‌هایی که در آن بازی کرده‌است می‌توان به باشگاه فوتبال راسینگ، باشگاه فوتبال دانوبیو، باشگاه فوتبال مونتری، و باشگاه فوتبال اطلس اشاره کرد.
وی همچنین در تیم ملی فوتبال اروگوئه بازی کرده‌است.